# Избиште (Молдова)
Избиште (рум. Izbiște) — село в Криулянском районе Молдавии. Относится к сёлам, не образующим коммуну.

## География
Село расположено примерно в 12 км к западу от города Криулень и в 25 км к северо-востоку от Кишинёва. Ближайшие населённые пункты — сёла Круглик и Большой Хыртоп.
Высота населённого пункта — 105 метров над уровнем моря.

## Население
По данным переписи населения 2004 года, в селе Избиште проживает 3017 человек (1498 мужчин, 1519 женщин).
Этнический состав села:
| Национальность | Число жителей | Процентный состав |
| -------------- | ------------- | ----------------- |
| молдаване      | 2998          | 99,37             |
| румыны         | 9             | 0,3               |
| русские        | 6             | 0,2               |
| украинцы       | 2             | 0,07              |
| болгары        | 1             | 0,03              |
| прочие         | 1             | 0,03              |
| Всего          | 3017          | 100 %             |